# Parafia Miłosierdzia Bożego w Bąkowie
Parafia pod wezwaniem Miłosierdzia Bożego w Bąkowie – parafia katolicka znajdująca się w Bąkowie. Należy do dekanatu Strumień diecezji bielsko-żywieckiej. Do parafii oprócz Bąkowa należą również Jarząbkowice w powiecie pszczyńskim, w 2005 zamieszkiwało tu łącznie ponad 1150 katolików.
Przed 1735 miejscowość podlegała parafii w Pruchnej, później do parafii w Strumieniu, z której wyodrębniła się 1 lipca 1990.
14. października 2018 roku biskup ordynariusz  diecezji bielsko-żywieckiej Roman Pindel uroczyście konsekrował świątynię w Bąkowie.